# Filmografia actriței Marlene Dietrich

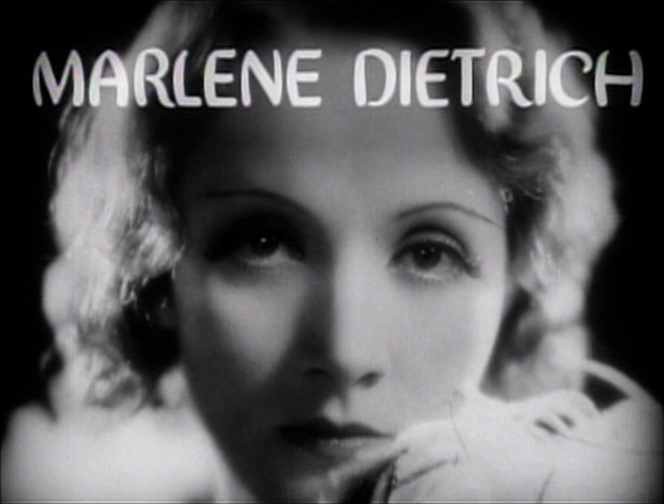
Marlene Dietrich în Morocco (1930)

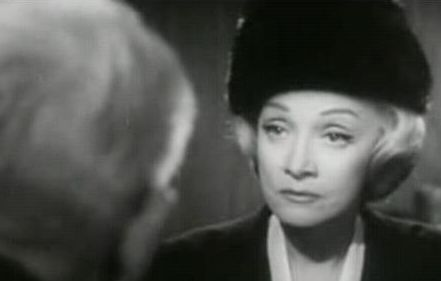
Marlene Dietrich în Procesul de la Nürnberg (1961)

Aceasta este filmografia actriței Marlene Dietrich.

## Filmografia

### Filme artistice mute
| An   | Titlu                                        | Rol                              | Regizor          | Distribuție & Note                                                                                 |
| ---- | -------------------------------------------- | -------------------------------- | ---------------- | -------------------------------------------------------------------------------------------------- |
| 1919 | Im Schatten des Glücks                       | (Rol neconfirmat)                | Jacob Fleck      | Sybil Smolova, Hans Adalbert Schlettow (Apariția lui Dietrich în acest film nu a fost verificată.) |
| 1923 | The Little Napoleon                          | Kathrin                          | Georg Jacoby     | Egon Von Hagen, Paul Heidemann                                                                     |
| 1923 | Man by the Wayside                           | Kramerstochter                   | William Dieterle | Alexander Granach, William Dieterle                                                                |
| 1923 | Love Tragedy                                 | Lucy                             | Joe May          | Lena Amsel, Charlotte Ander                                                                        |
| 1924 | Der monch from Santarem                      | Nemenționată                     | Lothar Mendes    | Alf Blucheter, Emmy Forster                                                                        |
| 1924 | Der Sprung ins Leben(aka The Leap Into Life) | Mädchen am Strand                | Johannes Guter   | Xenia Desni, Walter Rilla                                                                          |
| 1925 | Dancing Mad                                  | Dance Extra                      | Alexander Korda  | Victor Varconi, María Corda                                                                        |
| 1926 | Manon Lescaut                                | Micheline                        | Arthur Robison   | Lya De Putti, Vladimir Gajdarov                                                                    |
| 1926 | Madame Wants No Children                     | Dancer (Uncredited)              | Alexander Korda  | María Corda, Harry Liedtke                                                                         |
| 1927 | Eine Dubarry von heute                       | Kokotte                          | Alexander Korda  | María Corda, Alfred Abel                                                                           |
| 1927 | Der Juxbaron                                 | Sophie                           | Willi Wolff      | Karl Beckman, Henry Bender                                                                         |
| 1927 | Heads Up, Charley                            | Edmee Marchand                   | Willi Wolff      | Ellen Richter, Michael Bonhen                                                                      |
| 1927 | His Greatest Bluff                           | Yvette                           | Henrik Galeen    | Harry Piel, Toni Tetzlaff                                                                          |
| 1927 | Cafe Elektric                                | Erni                             | Gustav Ucicky    | Willi Forst, Fritz Alberti                                                                         |
| 1928 | Prinzessin Olala                             | Chichotte de Gastone             | Robert Land      | Hermann Botcher, Walter Rilla                                                                      |
| 1929 | Dangers of the Engagement Period             | Evelyne                          | Fred Sauer       | Willi Forst, Albert Horrmann                                                                       |
| 1929 | I Kiss Your Hand, Madame                     | Laurence Gerard (Lucille in USA) | Robert Land      | Harry Liedtke, Pierre de Guingand                                                                  |
| 1929 | The Woman One Longs For                      | Stascha                          | Curtis Bernhardt | Fritz Kortner, Frida Richard                                                                       |
| 1929 | The Ship of Lost Men                         | Ethel Marley                     | Maurice Tourneur | Fritz Kortner, Robin Irvine                                                                        |

### Filme artistice cu sunet
| An   | Titlu                                        | Rol                                      | Regizor              | Distribuție & Note |
| ---- | -------------------------------------------- | ---------------------------------------- | -------------------- | --- |
| 1930 | Îngerul albastru                             | Lola-Lola                                | Josef von Sternberg  | Emil Jannings, Kurt Gerron (Versiuni diferite în germană și engleză au fost filmate în același timp.)                     |
| 1930 | Maroc                                        | Mademoiselle Amy Jolly                   | Josef von Sternberg  | Gary Cooper, Adolphe Menjou nominalizată la Premiul Oscar pentru cea mai bună actriță                                     |
| 1931 | Dezonorata                                   | Marie Kolverer                           | Josef von Sternberg  | Victor McLaglen, Warner Oland                                                                                             |
| 1932 | Shanghai Express                             | Shanghai Lily                            | Josef von Sternberg  | Clive Brook, Anna May Wong                                                                                                |
| 1932 | Blonde Venus                                 | Helen Faraday                            | Josef von Sternberg  | Cary Grant, Herbert Marshall, Andrea Palma                                                                                |
| 1933 | The Song of Songs                            | Lily Czepanek                            | Rouben Mamoulian     | Brian Aherne, Lionel Atwill                                                                                               |
| 1934 | The Scarlet Empress                          | Princess Sophia Frederica / Catherine II | Josef von Sternberg  | John Lodge, Sam Jaffe, Maria Riva                                                                                         |
| 1935 | The Devil is a Woman                         | Concha Perez                             | Josef von Sternberg  | Lionel Atwill, Edward Everett Horton, Cesar Romero                                                                        |
| 1936 | I Loved a Soldier                            | Anna Sedlak                              | Henry Hathaway       | Charles Boyer, Akim Tamiroff (film neterminat)                                                                            |
| 1936 | Desire                                       | Madeleine de Aupre                       | Frank Borzage        | Gary Cooper, John Halliday                                                                                                |
| 1936 | The Garden of Allah                          | Domini Enfilden                          | Richard Boleslawski  | Charles Boyer, John Carradine                                                                                             |
| 1937 | Knight Without Armour                        | Countess Alexandra Vladinoff             | Jacques Feyder       | Robert Donat, Irene Vanbrugh                                                                                              |
| 1937 | Angel                                        | Maria Berker                             | Ernst Lubitsch       | Herbert Marshall, Melvyn Douglas, Edward Everett Horton                                                                   |
| 1939 | Destry Rides Again                           | Frenchy                                  | George Marshall      | James Stewart, Una Merkel                                                                                                 |
| 1940 | Șapte păcate                                 | Bijou Blanche                            | Tay Garnett          | John Wayne, Broderick Crawford                                                                                            |
| 1941 | The Flame of New Orleans                     | Countess Claire Ledoux                   | René Clair           | Bruce Cabot, Roland Young                                                                                                 |
| 1941 | Manpower                                     | Fay Duvall                               | Raoul Walsh          | Edward G. Robinson, George Raft                                                                                           |
| 1942 | The Lady is Willing                          | Elizabeth Madden                         | Mitchell Leisen      | Fred MacMurray, Aline MacMahon                                                                                            |
| 1942 | The Spoilers                                 | Cherry Malotte                           | Ray Enright          | John Wayne, Randolph Scott                                                                                                |
| 1942 | Pittsburgh                                   | Josey 'Hunky' Winters                    | Lewis Seiler         | John Wayne, Randolph Scott                                                                                                |
| 1944 | Kismet                                       | Jamilla                                  | William Dieterle     | Ronald Colman, James Craig                                                                                                |
| 1944 | Follow the Boys                              | Herself                                  | A. Edward Sutherland | George Raft, Vera Zorina, Orson Welles                                                                                    |
| 1946 | Martin Roumagnac                             | Blanche Ferrand                          | Georges Lacombe      | Jean Gabin, Jean d'Yd |
| 1947 | Golden Earrings                              | Lydia                                    | Mitchell Leisen      | Ray Milland, Murvyn Vye                                                                                                   |
| 1948 | A Foreign Affair                             | Erika Von Schlutow                       | Billy Wilder         | Jean Arthur, John Lund |
| 1949 | Jigsaw                                       | Herself (cameo appearance)               | Fletcher Markle      | Franchot Tone, Jean Wallace                                                                                               |
| 1950 | Stage Fright                                 | Charlotte Inwood                         | Alfred Hitchcock     | Jane Wyman, Michael Wilding, Richard Todd                                                                                 |
| 1951 | No Highway in the Sky                        | Monica Teasdale                          | Henry Koster         | James Stewart, Glynis Johns                                                                                               |
| 1952 | Rancho Notorious                             | Altar Keane                              | Fritz Lang           | Arthur Kennedy, Mel Ferrer                                                                                                |
| 1956 | Ocolul Pământului în 80 de zile              | Saloon Hostess (cameo appearance)        | Michael Anderson     | David Niven, Cantinflas, Shirley MacLaine, Frank Sinatra                                                                  |
| 1957 | The Monte Carlo Story                        | Maria de Creveçoeur                      | Samuel A. Taylor     | Vittorio De Sica, Arthur O'Connell                                                                                        |
| 1957 | Martorul acuzării                            | Christine Vole                           | Billy Wilder         | Tyrone Power, Charles Laughton                                                                                            |
| 1958 | Stigmatul răului                             | Tanna                                    | Orson Welles         | Charlton Heston, Orson Welles, Janet Leigh, Zsa Zsa Gabor                                                                 |
| 1961 | Judgment at Nuremberg                        | Mrs. Bertholt                            | Stanley Kramer       | Spencer Tracy, Burt Lancaster, Richard Widmark, Judy Garland                                                              |
| 1962 | Black Fox: The Rise and Fall of Adolf Hitler | Narator (rol de voce)                    | Louis Clyde Stoumen  | |
| 1964 | Paris When It Sizzles                        | Rolul său (apariție cameo)               | Richard Quine        | Audrey Hepburn, William Holden                                                                                            |
| 1979 | Schöner Gigolo, armer Gigolo                 | Baroneasa von Semering                   | David Hemmings       | David Bowie, Kim Novak, Sydne Rome                                                                                        |
| 1984 | Marlene                                      | Propriul rol (doar voce)                 | Maximilian Schell    | Maximilian Schell, Annie Albers, Bernard Hall (Filmul a fost nominalizat la premiul Oscar pentru cel mai bun documentar.) |

### Filme scurte
| An   | Titlu                             | Note                                                                                               |
| ---- | --------------------------------- | -------------------------------------------------------------------------------------------------- |
| 1928 | Die gluckliche Mutter             | Biograful lui Dietrich, Steven Bach, remarcă faptul că lansarea acestui film nu a fost verificată. |
| 1935 | The Fashion Side of Hollywood     | Scurt metraj promoțional de mediatizare a costumelor concepute de Travis Banton.                   |
| 1937 | Screen Snapshots Series 16, No. 7 | |
| 1943 | Show Business at War              | |
| 1944 | Memo for Joe                      | |

### Televiziune
Lista completă a apariții la televiziune (cu excepția imagini de știri):
- Unicef Gala (Düsseldorf, 1962): Invitat
- Cirque d'hiver (Paris, 9 martie 1963): Cameo ca "Garcon de Piste"
- Deutsche-Schlager-Festspiele  (Baden-Baden, 1963): Invitat
- Grand Gala du Disque (Edison Awards) (Haga, 1963): Invitat
- Galakväll pa Berns (Stockholm, 1963): Concert, cu o introducere de Karl Gerhardt și orchestra dirijată de Burt Bacharach
- Royal Variety Performance (Londra, 4 noiembrie 1963): Invitat
- The Stars Shine for Jack Hylton (Londra, 1965): Invitat
- The Magic of Marlene (Melbourne, oct. 1965): Concert, orchestra dirijată de William Blezard.
- The 22nd Annual Tony Awards (New York, 21 aprilie 1968): Discurs de acceptare
- Guest Star Marlene Dietrich (Copenhaga – pentru televiziunea suedeză, 1970): Interviu
- I Wish You Love (An Evening with Marlene Dietrich) (Londra, 23 & 24 noiembrie 1972): Concert TV Special, orchestra dirijată de Stan Freeman.